# Amor Chadli
Amor Chadli  (arabe : عمر الشاذلي), né le 14 mai 1925 à Tunis et mort le 8 novembre 2019, est un médecin et homme politique tunisien.
Premier anatomopathologiste tunisien, il est nommé en 1957 à l'Institut Pasteur de Tunis, d'abord en qualité de chef de service puis de directeur de 1963 à 1988. Agrégé de la faculté de médecine de Paris en 1962, il fonde en 1964 la faculté de médecine de Tunis dont il est le doyen durant dix ans. En 1973, il organise les premiers concours d'agrégation en médecine puis prépare le démarrage des facultés de médecine de Sousse et Sfax.
Pastorien et enseignant, il a aussi été médecin du président Habib Bourguiba.

## Biographie

### Jeunesse et formation
Amor Chadli naît le 14 mai 1925 à Tunis. Après des études primaires puis secondaires au collège Sadiki, il obtient en 1948 son baccalauréat puis entame  ses études universitaires à la faculté de médecine de Strasbourg. En 1954, il obtient un certificat d'études spéciales en sérologie à la faculté de pharmacie de Strasbourg. Il accède ensuite au titre d'assistant titulaire à l'Institut d'anatomie pathologique de la faculté de médecine de Strasbourg jusqu'en 1957.
Il soutient sa thèse de doctorat en médecine en 1957. Il obtient son agrégation en anatomie pathologique à la faculté de médecine de Paris en 1962.
À sa nomination à l'Institut Pasteur, il entreprend de parfaire sa formation dans les disciplines pastoriennes et obtient successivement un certificat d'études spéciales en hématologie puis plusieurs diplômes de l'Institut Pasteur de Paris en microbiologie, virologie, immunologie générale (1958), mycologie (1960), immuno-hématologie et immunopathologie (1972).

### Carrière médicale

#### Directeur de l'Institut Pasteur de Tunis
En 1957, Amor Chadli est nommé chef du service d'anatomie pathologique de l'Institut Pasteur de Tunis, le seul de cette spécialité en Tunisie, jusqu'en 1966. Il est nommé sous-directeur du même institut en 1959 puis directeur de janvier 1963 à février 1988. En 1962, face à une épidémie de poliomyélite infantile, il opte pour la préparation à l'Institut Pasteur du vaccin antipolio vivant atténué, récemment mis au point et non homologué en France, moins coûteux que le vaccin inactivé et administré par voie buccale. L'institut supervise, en 1963 puis 1964, une campagne de vaccination antipoliomyélitique de tous les enfants âgés de trois mois à dix ans. Ces campagnes de vaccination interrompent l'évolution de l'épidémie dans le pays. En 1970, la recrudescence du choléra impose une adaptation rapide de la production du vaccin anticholérique qui passe de 5 000 doses à plusieurs millions de doses annuelles pour répondre aux besoins propres de la Tunisie et à ceux de pays voisins. En 1977, l'Institut Pasteur de Tunis entreprend la production, selon les normes de l'Organisation mondiale de la santé, du vaccin BCG lyophilisé, scellé sous vide, jusque-là importé de l'Institut Pasteur. Le suivi de l'anophélisme aboutit, en 1979, à l'éradication du paludisme en Tunisie.

#### Doyen fondateur de la faculté de médecine de Tunis
En 1964, Amor Chadli fonde la faculté de médecine de Tunis, dont il est le premier doyen jusqu'en 1971 et de 1973 à 1975. Il assure, de 1966 à 1986, l'enseignement de l'anatomopathologie en troisième et quatrième années de médecine à la faculté de médecine de Tunis. L'homologation des années d'études de la faculté de médecine de Tunis avec les années correspondantes des facultés françaises est accordée par l'arrêté du 13 juillet 1968, paru au Journal officiel de la République française, et les premiers textes statutaires régissant son fonctionnement paraissent la même année,. Appelé à reprendre en main la faculté de médecine, en 1973, Amor Chadli est chargé par les ministres de l'Éducation et de la Santé d'organiser les premiers concours d'agrégation en médecine et de préparer l'infrastructure des facultés de médecine de Sousse et Sfax pour leur démarrage en octobre 1974,.
Le 28 avril 1986, il est le premier recteur de l'université de Tunis,. Il procède à sa décentralisation en trois universités, chacune dirigée par un recteur, l'université du Nord, dont le siège est à Tunis et dont il assume la direction jusqu'en octobre 1986, l'université du Centre, dont le siège est à Sousse, et l'université du Sud, dont le siège est à Sfax.

#### Autres titres et distinctions scientifiques
Amor Chadli est élu président de la Société tunisienne des sciences médicales en 1966. En 1967, il reçoit le titre de docteur honoris causa de l'université de Montpellier,. En 1969, il reçoit le Prix Émile-Marchoux décerné par l'Académie française de médecinepour son travail sur l'écologie de la leishmaniose en Tunisie, effectué en collaboration avec l'équipe de l'Institut de parasitologie de la faculté de médecine de Montpellier. Il est membre de l'Académie française de médecine en tant que correspondant étranger entre 1973 et 1983 puis en tant qu'associé étranger à partir de 1983. En 1975, il est désigné comme membre de l'Assemblée du conseil d'administration de l'Institut Pasteur, représentant des directeurs des filiales. En 1976, il est inscrit au tableau des experts de l'Organisation mondiale de la santé pour le cancer, inscription renouvelée jusqu'en 1986. Il est également membre associé (1983) puis membre honorifique (2012,) du conseil scientifique de l'Académie tunisienne des sciences, des lettres et des arts.
En 1991, il reçoit le prix du mérite scientifique décerné par le Conseil de l'Union des médecins arabes,.

#### Médecin du président Bourguiba
Sollicité auprès du président Habib Bourguiba pour une consultation médicale en 1960, Amor Chadli assure la mission de médecin personnel du président jusqu'à la destitution de Bourguiba, en 1987. À la fin des années 1960, et notamment à la suite des émeutes dans le Sahel contre la collectivisation des terres mise en place par Ahmed Ben Salah, les insomnies dont souffrait, de longue date, Bourguiba s'aggravent. De l'avis d'Amor Chadli, son état de santé pâtit surtout, entre 1969 et 1978, d'une thérapeutique excessive et inadaptée, prescrite par les psychiatres appelés à la rescousse par ses proches. Le président délègue alors le contrôle de l'État à ses Premiers ministres. Mais bien que l'âge ait diminué sa vigilance, Amor Chadli affirme, contrairement aux rumeurs, que les facultés intellectuelles de Bourguiba sont restées intactes.

### Carrière politique
Président de la cellule destourienne des professeurs de l'enseignement supérieur, Amor Chadli est élu membre du comité central du Parti socialiste destourien (PSD) en 1979, 1981 puis 1986. Au douzième congrès du PSD (Congrès de la Résistance), en juin 1986, il est désigné comme membre du bureau politique,, puis secrétaire général adjoint du parti.
Alors que l'université tunisienne vit une crise marquée par les troubles et mouvements de grève estudiantins, Amor Chadli est nommé ministre de l'Enseignement supérieur et la Recherche scientifique, le 5 mai 1986. Il succède à Abdelaziz Ben Dhia, qui est nommé ministre de l'Éducation. Les journaux tunisiens et français de l'époque lui reconnaissent le mérite d'avoir sauvé une année universitaire fortement compromise et évité une année blanche,,. En juin 1986, à la suite des résultats médiocres et très contestés du baccalauréat, Amor Chadli préside une commission chargée de préparer une réforme de l'enseignement,. Le 30 juillet 1986 lui est adjoint le poste de ministre de l'Éducation.
Le 16 mai 1987, il est nommé ministre-directeur du cabinet présidentiel, succédant à Mansour Skhiri, poste qu'il occupe jusqu'au 7 novembre 1987, date de l'accession de Zine el-Abidine Ben Ali au pouvoir. Il quitte alors son poste de secrétaire général adjoint du PSD et se retire de la vie politique. En 2013, il fait partie des membres fondateurs de l'Institut des études bourguibiennes.

### Mort
Amor Chadli décède le 8 novembre 2019.

## Décorations

### Décorations tunisiennes
- Grand cordon de l'ordre tunisien de l'Indépendance[7].
- Grand officier (1975[24]) puis grand cordon (1987[25]) de l'ordre de la République tunisienne.
- Première classe de l'ordre du Mérite universitaire (1986[8]).

### Décorations étrangères
- Grand-croix de l'ordre du Mérite (Égypte)[7].
- Officier de la Légion d'honneur (France)[26],[7].
- Commandeur de l'ordre national du Mérite (France)[26],[7].
- Premier degré de l'ordre du Mérite (Jordanie)[7].
- Première classe de l'ordre du Mérite (Liban)[7].
- Grand-croix de l'ordre du Ouissam alaouite (Maroc)[7].
- Officier de l'ordre du Mérite (Mauritanie)[7].
- Grand Officier de l'ordre d'Orange-Nassau (Pays-Bas)[27]

## Publications
Amor Chadli est l'auteur de plus de 170 publications scientifiques parues dans des revues médicales tunisiennes et étrangères, principalement dans les Archives de l'Institut Pasteur de Tunis, dont il dirige la publication de 1963 à 1988.
Depuis sa retraite, il a publié plusieurs ouvrages en langues arabe et française :
- (ar) Amor Chadli (préf. Yadh Ben Achour), Rétablissement du texte de l'Abrégé du Canon d'Avicenne d'Ibn An-Nafis, Tunis, Simpact, 2006, 286 p. (ISBN 978-9973-36-024-3).
- (ar) Amor Chadli et Ahmed-Ezzine Barhoumi (préf. Ahmed Dhiab), Rétablissement du texte du Commentaire de l'Anatomie du Canon d'Avicenne d'Ibn An-Nafis, Tunis, Simpact, 2006, 409 p. (ISBN 978-9973-36-022-9).
- Amor Chadli et Ali Hemrit (préf. Mohamed Arkoun), Traduction en français de l'Abrégé du Canon d'Avicenne d'Ibn An-Nafis, Tunis, Simpact, 2006, 349 p. (ISBN 9973-36-018-4).
- Amor Chadli et Ahmed-Ezzine Barhoumi (préf. Danielle Jacquart), Traduction en français du Commentaire de l'Anatomie du Canon d'Avicenne d'Ibn An-Nafis, Tunis, Simpact, 2006, 382 p. (ISBN 9973-36-019-2).
- (ar + fr) Amor Chadli (préf. Mustapha Filali), Rétablissement du texte et traduction en français du Diagnostic différentiel des maladies d'Ahmed Ibn El Jazzar, Tunis, Simpact, 2008, 265 p. (ISBN 978-9973-00-572-4).
- Amor Chadli, Bourguiba, tel que je l'ai connu : la transition Bourguiba-Ben Ali, Tunis, Simpact, 2011, 597 p. (ISBN 978-9973-02-225-7).
- Amor Chadli (préf. Ahmed El Ayed), L'enseignement médical en Tunisie, Tunis, Simpact, 2012, 588 p. (ISBN 978-9938-05-216-9).
- Amor Chadli, Bourguiba, tel que je l'ai connu : de la lutte pour l'indépendance à la prise du pouvoir par Ben Ali, Paris, Berg International, 2013, 469 p. (ISBN 978-2-917191-73-6).
- (ar) Amor Chadli (préf. Mustapha Filali), Bourguiba, tel que je l'ai connu, Tunis, Simpact, 2013, 702 p. (ISBN 978-9938-05-912-0).
- (ar) Amor Chadli, La vérité dévoilée, Tunis, Simpact, 2018.